# Perrouse
Perrouse ist eine Gemeinde im französischen Département Haute-Saône in der Region Bourgogne-Franche-Comté.

## Geographie
Perrouse liegt auf einer Höhe von 240 m über dem Meeresspiegel, sieben Kilometer südlich von Rioz und etwa 14 Kilometer nördlich der Stadt Besançon (Luftlinie). Das Dorf erstreckt sich im Süden des Départements auf dem Plateau, das nördlich an die Talebene des Ognon anschließt, nördlich des Höhenzuges des Fort de la Dame Blanche (Grande Côte).
Die Fläche des 4,39 km² großen Gemeindegebiets umfasst einen Abschnitt des mittleren Ognon-Tals. Die südliche Grenze verläuft entlang dem Ognon. Dieser fließt hier mit mehreren Mäandern durch eine Alluvialebene, die eine Breite von ungefähr zwei Kilometern aufweist und durchschnittlich auf 220 m liegt. Vom Flusslauf erstreckt sich das Gemeindeareal nordwärts über die Talebene und einen rund 30 m hohen Hang bis auf das Plateau von Perrouse, das teils bewaldet, teils mit Acker- und Wiesland bestanden ist. Es besteht aus einer Wechsellagerung von kalkigen und sandig-mergeligen Schichten aus der oberen Jurazeit. Über die Anhöhe des Bois de la Chenove (295 m) reicht der Gemeindeboden in die Talniederung der Buthiers, eines rechten Zuflusses des Ognon, und bis auf die Höhen der Forêt de Sorans. Hier wird mit 327 m die höchste Erhebung von Perrouse erreicht.
Zu Perrouse gehört der Weiler Villers-le-Temple (235 m) in der Talniederung der Buthiers. Nachbargemeinden von Perrouse sind Sorans-lès-Breurey im Norden, Cromary im Osten, Mérey-Vieilley im Süden sowie Buthiers und Voray-sur-l’Ognon im Westen.

## Geschichte
Erstmals urkundlich erwähnt wird Perrouse im Jahr 1218. Im Mittelalter gehörte das Dorf zur Freigrafschaft Burgund und darin zum Gebiet des Bailliage d’Amont. Sowohl das Zisterzienserkloster Bellevaux als auch das Kloster Saint-Vincent in Besançon hatten Grundbesitz auf dem Gemeindeboden. Zusammen mit der Franche-Comté gelangte Perrouse mit dem Frieden von Nimwegen 1678 definitiv an Frankreich. Im Jahr 1821 wurde das vorher selbständige Villers-le-Temple (1821: 37 Einwohner), das 1297 als Viler des Templiers erstmals erwähnt wird, nach Perrouse eingemeindet. Heute ist Perrouse Mitglied des 33 Ortschaften umfassenden Gemeindeverbandes Communauté de communes du Pays Riolais.

## Sehenswürdigkeiten
Die Kapelle in Villers-le-Temple wurde im 17. Jahrhundert neu erbaut. Zur Ausstattung gehören bedeutende Statuen der Heiligen Jungfrau aus dem 12. und 15. Jahrhundert sowie eine Kanzel und ein Altar aus dem 18. Jahrhundert. 
Das Gemeindehaus (Mairie) von Perrouse wurde 1886 errichtet.

## Bevölkerung
| Jahr                       | 1962 | 1968 | 1975 | 1982 | 1990 | 1999 |
| Einwohner                  | 64   | 68   | 117  | 144  | 154  | 168  |
| Quellen: Cassini und INSEE |      |      |      |      |      |      |

Nachdem die Einwohnerzahl in der ersten Hälfte des 20. Jahrhunderts deutlich abgenommen hatte (1926 wurden noch 113 Personen gezählt), wurde seit Beginn der 1970er Jahre wieder ein Bevölkerungswachstum verzeichnet.

## Wirtschaft und Infrastruktur
Perrouse war bis weit ins 20. Jahrhundert hinein ein vorwiegend durch die Landwirtschaft (Ackerbau, Obstbau und Viehzucht) und die Forstwirtschaft geprägtes Dorf. Heute gibt es verschiedene Betriebe des lokalen Kleingewerbes. In den letzten Jahrzehnten hat sich das Dorf zu einer Wohngemeinde gewandelt. Viele Erwerbstätige sind deshalb Wegpendler, die in den größeren Ortschaften der Umgebung und in der Agglomeration Besançon ihrer Arbeit nachgehen.
Die Ortschaft ist verkehrstechnisch gut erschlossen. Sie liegt nahe der Hauptstraße N57, die von Besançon nach Vesoul führt. Der nächste Anschluss an die Autobahn A36 befindet sich in einer Entfernung von ungefähr 13 km. Weitere Straßenverbindungen bestehen mit Voray-sur-l'Ognon und Cromary.